# Tierra y Libertad, Yajalón
Tierra y Libertad är en ort i Mexiko.   Den ligger i kommunen Yajalón och delstaten Chiapas, i den sydöstra delen av landet, 800 km öster om huvudstaden Mexico City. Tierra y Libertad ligger 884 meter över havet och antalet invånare är 217.
Terrängen runt Tierra y Libertad är kuperad åt nordost, men åt sydväst är den bergig. Runt Tierra y Libertad är det ganska tätbefolkat, med 56 invånare per kvadratkilometer. Närmaste större samhälle är Yajalón, 4,1 km söder om Tierra y Libertad. I omgivningarna runt Tierra y Libertad växer i huvudsak städsegrön lövskog.